# ラッキースワイネス
ラッキースワイネス（Lucky Sweynesse）は、ニュージーランド生産・香港調教の競走馬である。主な勝ち鞍は2023年センテナリースプリントカップ、クイーンズシルヴァージュビリーカップ、チェアマンズスプリントプライズ（香港スピードシリーズ完全制覇）、香港スプリント。

## 戦績

### 3歳（2021/2022シーズン）
2022年2月9日ハッピーバレー競馬場のハンデ戦に出走して初勝利を挙げる。
その後は3月2日・23日のハンデ戦を勝利し3連勝。5月11日のハンデ戦では3着と初黒星となった。6月5日の沙田競馬場のハンデ戦を勝利し、22日ハッピーバレー競馬場のハンデ戦を2着とした。7月16日沙田競馬場で勝利を挙げて3歳シーズンを終えた。

### 4歳（2022/2023シーズン）
9月11日沙田競馬場のハンデ戦から始動して勝利を挙げる。
グループ競走初挑戦となった10月24日のプレミアボウル(G2)では1番人気に支持され、逃げ切りを狙うも残り50m付近でウェリントンに差し切られて2着に敗れた。
続いて11月20日のジョッキークラブスプリント(G2)にウェリントンに次ぐ2番人気で出走。中団のやや前目の7番手に付けて、直線に貼ると鋭く追い上げて、内から馬群を割って伸びるラッキーパッチとの叩き合いをなるもこれをクビ差で競り勝ってグループ競走初制覇を挙げた。
その後は12月11日の香港スプリント(G1)でJRA・HKJCのオッズ共に1番人気となったが6着に敗れた。
翌年1月1日のチャイニーズクラブチャレンジカップ(G3)に圧倒的な1番人気で出走。2番手から競馬を進め、直線では逃げるヘルシーハッピーを楽に捉えて1馬身1/4差で快勝。圧倒的な人気に応えて前走の敗戦からしっかり巻き返した。
2月5日センテナリースプリントカップ(G1)に単勝オッズ1.7倍の1番人気で出走。大外枠から押してハナを取って逃げようとするもサイトサクセスの2番手となる。残り150m付近でサイトサクセスを交わして先頭に立つとそのまま押し切って2着ウェリントンに1馬身半差つけて快勝した。
3月19日のクイーンズシルヴァージュビリーカップ(G1)ではカリフォルニアスパングルに次ぐ2番人気で出走。レースはカリフォルニアスパングルが逃げる展開となり、ラッキースワイネスは2番手からの競馬。その隊列まま直線を向かえるとカリフォルニアスパングルと2頭で後続を離して一騎打ちとなり、残り150ｍ付近で先頭に立つと1馬身1/7差で勝利した。

## 血統表
| ラッキースワイネスの血統 | ラッキースワイネスの血統     | ラッキースワイネスの血統 | （血統表の出典）   | （血統表の出典） |
| 父系                     | サートリストラム系           | サートリストラム系       | サートリストラム系 |                  |
| 父 Sweynesse 黒鹿毛 2011 | 父の父Lonhro 黒鹿毛 1998     | Octagonal                | Zabeel             | Zabeel           |
| 父 Sweynesse 黒鹿毛 2011 | 父の父Lonhro 黒鹿毛 1998     | Octagonal                | Eight Carat        |                  |
| 父 Sweynesse 黒鹿毛 2011 | 父の父Lonhro 黒鹿毛 1998     | Shadea                   | Straight Strike    | Straight Strike  |
| 父 Sweynesse 黒鹿毛 2011 | 父の父Lonhro 黒鹿毛 1998     | Shadea                   | Concia             |                  |
| 父 Sweynesse 黒鹿毛 2011 | 父の母Swansea 青鹿毛 2002    | Singspiel                | In The Wings       | In The Wings     |
| 父 Sweynesse 黒鹿毛 2011 | 父の母Swansea 青鹿毛 2002    | Singspiel                | Glorious Song      |                  |
| 父 Sweynesse 黒鹿毛 2011 | 父の母Swansea 青鹿毛 2002    | River Swan               | Nashwan            | Nashwan          |
| 父 Sweynesse 黒鹿毛 2011 | 父の母Swansea 青鹿毛 2002    | River Swan               | Fantastic Ways     |                  |
| 母 Madonna Mia 鹿毛 2009 | 母の父Red Clubs 青鹿毛 2003  | Red Ransom               | Roberto            | Roberto          |
| 母 Madonna Mia 鹿毛 2009 | 母の父Red Clubs 青鹿毛 2003  | Red Ransom               | Arabia             |                  |
| 母 Madonna Mia 鹿毛 2009 | 母の父Red Clubs 青鹿毛 2003  | Two Clubs                | First Trump        | First Trump      |
| 母 Madonna Mia 鹿毛 2009 | 母の父Red Clubs 青鹿毛 2003  | Two Clubs                | Miss Cindy         |                  |
| 母 Madonna Mia 鹿毛 2009 | 母の母Hill Of Hope 鹿毛 1999 | *デインヒル              | Danzig             | Danzig           |
| 母 Madonna Mia 鹿毛 2009 | 母の母Hill Of Hope 鹿毛 1999 | *デインヒル              | Razyana            |                  |
| 母 Madonna Mia 鹿毛 2009 | 母の母Hill Of Hope 鹿毛 1999 | Macozie                  | Macozie            | Macozie          |
| 母 Madonna Mia 鹿毛 2009 | 母の母Hill Of Hope 鹿毛 1999 | Macozie                  | Beach Gown         |                  |
| 母系(F-No.)              | Constance(FN:6-d)            | Constance(FN:6-d)        | Constance(FN:6-d)  |                  |
| 5代内の近親交配          | アウトブリード               | アウトブリード           | アウトブリード     |                  |